# Turkije op het Türkvizyonsongfestival
Turkije neemt sinds de eerste editie in 2013 onafgebroken deel aan het Türkvizyonsongfestival. Het land heeft in totaal 4 keer deelgenomen aan het festival. De Turkse omroepen TRT en TMB waren de drijfveren van het festival.

## Geschiedenis

### 2013
Turkije was een van de 25 deelnemende landen en regio's aan het eerste Türkvizyonsongfestival, dat in het Turkse Eskişehir georganiseerd werd. De Turkse omroep, TRT, besloot om intern een kandidaat aan te duiden. De band Manevra werd uitgekozen. Enkele dagen voor het festival van start ging werd duidelijk dat ze zouden aantreden met het lied Sen, ben, biz. Op het festival zelf moest Turkije, net zoals alle andere deelnemers, eerst aantreden in de halve finale. Deze werd overleefd waardoor het land twee dagen later mocht optreden in de finale, waarin Turkije als eerst mocht optreden. De Turkse inzending kreeg 187 punten en eindigde daarmee op een gedeelde zesde plaats.

### 2014
Het jaar nadien was Turkije weer van de partij. Opnieuw werd intern besproken welke artiest Turkije zou vertegenwoordigen. De keuze viel op de Belgisch-Turkse zangeres Funda Kılıç en haar lied Hoppa.
De tweede editie van het festival vond plaats in Kazan in de regio Tatarije. In de halve finale kwam de Turkse inzending van Kılıç als vijftiende aan de beurt. Met 199 punten eindigde ze op de tweede plaats en kwalificeerde ze zich zo ruimschoots voor de finale. Na deze halve finale kwamen zowel Funda Kılıç, alsook het Turkse jurylid, Sinan Akçıl in opspraak.
Kılıç kreeg een stormvloed van kritiek over zich heen omdat ze tijdens de halve finale optrad in een korte broek. Ondanks dat ze steun kreeg van de organisatie, besliste ze om in de finale op te treden met een lange broek.
Akçı kwam in opspraak na het bekendmaken van de volledige stemresultaten van de halve finale. Uit deze stemresultaten bleek dat hij veruit het minste aantal punten had uitgedeeld aan de andere deelnemers. Zo had hij slechts eenmaal acht punten uitgereikt en maar liefst vijfmaal het laagste aantal van 1 punt. Ter vergelijking: Turkije kreeg slechts eenmaal vijf punten en maar liefst 8 keer het maximum van 10 punten.
Twee dagen later vond de grote finale plaats. In die finale moest Turkije als eerste optreden, voor de Krimrepubliek. Toen alle punten binnen waren, bleek dat Kılıç op de vijftiende en laatste plaats gestrand was. Ze stond 38 punten achter de voorlaatste plaats. Uit de resultaten van de finale bleek dat veel juryleden Turkije significant minder punten gaven dan tijdens de halve finale.

### 2015
Ook in 2015 nam Turkije deel aan het festival. De Turkse omroep TMB nam de organisatie over van TRT en organiseerde ook het festival zelf in Turkije. Görkem Durmaz werd intern aangeduid en mocht zodoende met het lied Hırçın sular naar Istanboel trekken. Voor het eerst was er geen halve finale op het Türkvizyonsongfestival, maar traden alle 21 deelnemers aan in één grote finale. Turkije was als voorlaatste aan de beurt, na de inzending van Syrië en voor Oekraïne. Na het debacle vorig jaar deed de Turkse inzending het opnieuw goed: Durmaz kreeg 175 punten en eindigde derde. Dit is tot op heden nog steeds de beste prestatie van Turkije op het festival.

### 2016
De Turkse omroep maakte al snel bekend dat het land ook zou deelnemen aan de vierde editie in 2016 dat opnieuw in Istanboel georganiseerd zou worden. Begin december werd het festival echter verplaatst naar maart 2017 en zou de organisatie in handen komen van de Kazachse omroep. Uiteindelijk werd ook deze datum verschoven naar september 2017 en nadien zelfs geannuleerd.

### 2020
Bij de heropstart van het festival in 2020 was Turkije opnieuw van de partij. TMB organiseerde het festival opnieuw in Istanboel, ditmaal in de TMB-studio's. De Turkse deelnemers waren Ertan & İsrafil, waardoor Turkije voor het eerst deelnam met een duo. Omwille van de coronapandemie moesten alle deelnemers hun inzending op voorhand filmen en vond het festival zodoende online plaats. Turkije kwam als voorlaatste aan de beurt en eindigde met de twaalfde plaats in de middenmoot.

### 2021
De editie van 2021 zou eerst plaatsvinden in Şuşa waardoor het festival voor het eerst naar Azerbeidzjan zou komen, maar werd nadien toch verplaatst naar Türkistan en uiteindelijk gecanceld wegens te weinig interesse van deelnemende omroepen. Onmiddellijk daarna maakte de organisatie van het festival bekend het festival in 2022 wel in Şuşa te willen houden. Ook deze beslissing werd echter gewijzigd. Het festival werd verplaatst naar het Oezbeekse Farg'ona en nadien zelfs naar het Turkse Bursa, voor het opnieuw geannuleerd werd.

## Turkse deelnames
| Jaar | Artiest         | Titel               | Fin. | Ptn. | Semi | Ptn. | Taal  |
| ---- | --------------- | ------------------- | ---- | ---- | ---- | ---- | ----- |
| 2013 | Manevra         | Sen, ben, biz       | 6    | 187  | -    | -    | Turks |
| 2014 | Funda Kılıç     | Hoppa               | 15   | 128  | 2    | 199  | Turks |
| 2015 | Görkem Durmaz   | Hırçın sular        | 3    | 175  |      |      | Turks |
| 2020 | Ertan & İsrafil | Ne yaptıysam olmadı | 12   | 179  |      |      | Turks |

| Kleur | Betekenis      |
| ----- | -------------- |
|       | Eerste plaats  |
|       | Tweede plaats  |
|       | Derde plaats   |
|       | Laatste plaats |
|       | Gastland       |

## Festivals in Turkije
| Jaar | Plaats    | Zaal                                  | Presentatoren                                 |
| ---- | --------- | ------------------------------------- | --------------------------------------------- |
| 2013 | Eskişehir | Anadolu Universiteit                  | Vatan Şaşmaz, Ece Vahapoğlu en Engin Hepileri |
| 2015 | Istanboel | Yahya Kemal Beyatlı Cultureel Centrum | Vatan Şaşmaz en Oylum Talu                    |
| 2020 | Istanboel | TMB-studio's                          | Esra Balamir, Refik Sarıöz en Nermin Barıs    |